# Findlay (Illinois)
Findlay és una població dels Estats Units a l'estat d'Illinois. Segons el cens del 2000 tenia 723 habitants.

## Demografia
Segons el cens del 2000, Findlay tenia 723 habitants, 311 habitatges, i 208 famílies. La densitat de població era de 303,4 habitants/km².
Dels 311 habitatges en un 26% hi vivien nens de menys de 18 anys, en un 54,3% hi vivien parelles casades, en un 9,3% dones solteres, i en un 32,8% no eren unitats familiars. En el 30,2% dels habitatges hi vivien persones soles el 15,8% de les quals corresponia a persones de 65 anys o més que vivien soles. El nombre mitjà de persones vivint en cada habitatge era de 2,32 i el nombre mitjà de persones que vivien en cada família era de 2,87.
Per edats la població es repartia de la següent manera: un 24,2% tenia menys de 18 anys, un 8,4% entre 18 i 24, un 27,4% entre 25 i 44, un 23,2% de 45 a 60 i un 16,7% 65 anys o més.
L'edat mediana era de 39 anys. Per cada 100 dones de 18 o més anys hi havia 84,5 homes.
La renda mediana per habitatge era de 30.962 $ i la renda mediana per família de 39.375 $. Els homes tenien una renda mediana de 37.500 $ mentre que les dones 21.438 $. La renda per capita de la població era de 15.990 $. Aproximadament el 8,8% de les famílies i el 12,6% de la població estaven per davall del llindar de pobresa.

## Poblacions més properes
El següent diagrama mostra les poblacions més properes.